# 國柱 (乾隆進士)
国柱(1680年—? )，字石民、石堂，号鶴珊，哈达那拉氏，满洲正黄旗人。乾隆甲子科举人，乙丑科进士。

## 生平
历任翰林院编修，侍读学士，日讲起居注官，乾隆十七年壬申科会试同考官，戊子江南副考官，庚寅江南正考官，甲午湖北正考官，山西学政，诰授通议大夫，著有《绿春堂诗钞》。

## 家庭
弟纳國栋，乾隆二年进士；侄子特克慎，乾隆三十四年进士；侄孙玉麟，乾隆六十年进士；族亲普保，嘉庆六年进士；侄元孫繼曾，光绪乙未进士。